# Виборг

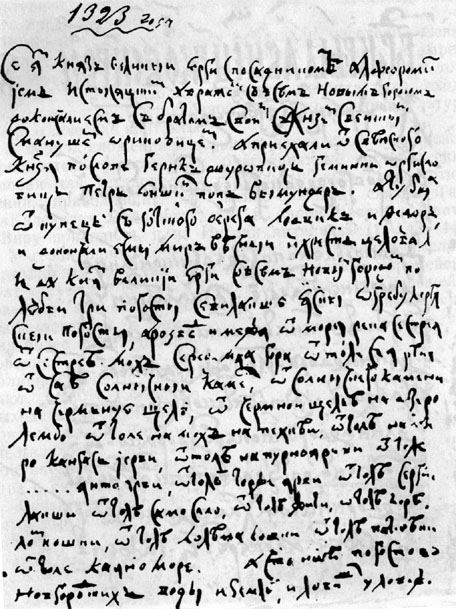
Російський примірник Орехівського договору, за яким територія навколо Виборга поступалась Швеції

Ви́борг (рос. Выборг, фін. Viipuri, швед. Viborg) — місто в Росії, адміністративний центр Виборзького муніципального району Ленінградської області. Лежить за 68 км на північний захід від адміністративного кордону і за 122 км від історичного центру Санкт-Петербурга. Від кордону з Фінляндією Виборг відділяють 27 км залізницею (ст Бусловська), автомобільними дорогами до найближчого міжнародного контрольно-пропускного пункту «Брусничне» — 35 км. Місто лежить на березі Виборзької затоки, розташованої в північно-східній частині Фінської затоки. Це великий економічний, промисловий і культурний центр Ленінградської області, порт на Балтиці, важливий шосейний залізничний вузол.
Виборг, заснований в Середньовіччя шведами, з 2010 року є єдиним історичним поселенням Ленінградської області. До 1940 року це було друге за величиною місто Фінляндії. Серед визначних пам'яток — Виборзький замок, бібліотека Алвара Аалто, парк Монрепо. Всього у Виборзі зосереджено понад 300 різних пам'яток: архітектурних, історичних, скульптурних, археологічних, садово-паркового мистецтва. З березня 2010 року — «Місто військової слави».
Чисельність населення становить 80 126 осіб (на 1 січня 2011 року), площа — 160,847 км². Виборг — друге за населенням і найбільше за площею місто в Ленінградській області.

## Історія

### Передісторія
Незбережений Йоакимський літопис, відомий тільки в переказі Татищева, оповідає про будівництво міста при морі новгородським старійшиною Гостомислом; він, нібито, назвав місто на честь свого сина «Вибором». Татищев, коментуючи текст, припускав, що Вибір і є Виборгом. Спираючись на ці дані, можна було б говорити про заснування міста вже в IX столітті, проте дана легенда — так само як і існування самого Гостомисла — не підтверджується іншими джерелами. Достовірність цих міркувань спростовується існуванням у Данському королівстві міста Виборг (Свята Фортеця — переклад з нормандської).
Тим не менше, історія поселення в районі майбутнього міста починається набагато раніше 1293 року заснування шведами Виборзького замку. Уже на початку першого тисячоліття джерела оповідали про проживання в цьому районі племені корела, предків сучасних карелів. Корела самостійно і спільно з новгородцями вела торгівлю з ганзейськими і готландськими купцями, а найважливішу роль в цій торгівлі відігравало західне гирло річки Вуоксі, через яке можна було потрапити у внутрішні райони Карельського перешийка і Ладозьке озеро. Хоча достовірних відомостей про наявність якого-небудь карельського поселення саме в районі майбутнього міста не існує, свідченням цього можна вважати перекази, що зберігалися у Виборзі до XVI століття, які говорили про те, що ще до заснування Виборзького замку на Замковому (в ту пору — Волове) острові, а також на іншому, сусідньому острові Твердишев, раніше — Ліннасаарі (фін. linna — фортеця, замок, saari — острів), існувало якесь попереднє йому поселення «Старий Виборг». Більш того, саме таку офіційну назву до 1944 року носив міський район Пікірууккі (нині північна частина Виборзького селища). Саме там почалися перші дослідження фінських археологів, які згодом продовжили радянські вчені; ні ті, ні інші плодів не принесли. Зате в 1980-х роках, на підставі зроблених знахідок, керівник розкопок В. А. Тюленєв зміг зробити висновок про існування в XI–XII століттях карельського острожка-притулки, у якому розташовувалися склади товарів і нечисленна варта, на самому Замковому острові. Необхідність господарського забезпечення даного комплексу залишає археологам надію на виявлення стародавнього поселення десь поблизу від острожка (можливо, саме на острові Твердишев).
Карельський острожець — свого роду прото-Виборг — був вдало розташований на тому місці, звідки можна було тримати під контролем торговий шлях з Фінської затоки в водну систему Вуоксі і далі в Ладогу. Охороною його стін користувалися не тільки корели, але і новгородські купці, про що свідчать археологічні знахідки. Зручність Замкового острова оцінили і шведські завойовники: в 1293 році вони взяли з бою і зруйнували острожек, заснувавши на його місці кам'яну фортецю.

### Шведськийперіод 1293–1710
У 1293 році під час одного з хрестових походів в землю, населену карелами, за рішенням регента шведського короля Торгільса Кнутссона на Замковому острові заснований потужний замок, який отримав назву Виборг. Він став надійним форпостом розповсюдження шведського впливу на землі Карельського перешийка, залишаючись неприступним до 1710 року. Новгородська республіка не бажала миритися з втратою карельських земель, і вже 1294 року дружина Новгорода Великого оточила Виборг, але взяти його новгородці не змогли. Невдалим був і військовий похід проти шведів 1322 року. В 1323 році за Оріховецьким мирним договором між Новгородом і Швецією межа між ними була встановлена по річці Сестрі, частина Карельського перешийка разом з Виборгом відійшла до Швеції.

### Російський період 1710–1917
З приводу взяття Виборга в 1710 році Петро I писав:
Итако чрез взятие сего города Санкт-Петербургу конечное безопасение получено.
З метою захисту нової столиці Виборг був включений до складу Російської держави, ставши центром комендантської округи. У 1719 році Виборзька і Кексгольмська округи були об'єднані в Виборзьку провінцію Санкт-Петербурзької губернії, що офіційно увійшла до складу Російської імперії за Ніштадтським мирним договором в 1721 році, а в 1744 році була створена окрема Виборзька губернія. Жителям нової губернії дозволили зберегти шведські закони. Зокрема, це означало, що кріпосне право на жителів губернії не поширювалося. Також їм було дозволено зберегти лютеранську віру.
Взяття міста російськими військами викликало демографічний сплеск, у першу чергу, за рахунок припливу російських військових і торгових людей. З'явилися етнічно російські передмістя: Виборзький і Петербурзький форштадт (тепер Петровське селище і район, обмежений вулицями Вокзальною, Залізничною, Онежською і Ленінградським шосе, відповідно). Поступово замок втратив своє військове значення, і назріла необхідність будівництва нових укріплень із заходу. У 1731 році був затверджений проект генерал-майора Кулона, і до 1742 року були зведені бастіони. Будівництво продовжилося і в 50-х роках під наглядом генерал-фельдмаршала Мініха, пізніше — А. П. Ганнібала. Нові укріплення, які прекрасно збереглися до нашого часу, на честь Анни Іоанівни отримали назву Анненкрон («корона Св. Анни»). Швеція неодноразово намагалася повернути Виборг, і в ході російсько-шведської війни влітку 1790 року в акваторії Виборзької затоки відбувається найбільший морський бій між російською ескадрою під командуванням адмірала Чичагова і шведською ескадрою під командуванням короля Густава III, який завершився розгромом шведів. У російсько-шведській війні 1808–1809 Виборг уже не брав участь безпосередньо, а використовувався тільки як тилова база. Ця війна завершилася укладенням Фрідріхсгамского мирного договору, за умовами якого вже вся Фінляндія увійшла до складу Російської імперії на правах Великого князівства.

Герб Виборга (1788)

 З 1784 по 1797 рік Виборзька губернія знову була перетворена у Виборзьке намісництво. Місто продовжувало розростатися: почали забудовуватися нові райони — Павловська слобода (нині Виборзьке селище), Пантсарлахті (район Садової вулиці), Папула. У 1802 році Виборзька губернія стала Фінляндською, а в 1811 році отримала колишню назву, але вже в складі Великого князівства Фінляндського.
Надалі аж до двадцятого століття історія Виборга майже не має значних подій: тут стоїть російський гарнізон, розвиваються торгівля і промисловість.
Після повстання декабристів у Петербурзі в'язнями Виборзького замку стали кілька сотень його учасників, в основному — нижні чини. Змінився вигляд міста: в 1861 році було затверджено генеральний план забудови Виборга, і на місці знесених укріплень Кам'яного міста і фортеці Рогатої було прокладено нові вулиці та розбито парки. Зводиться безліч кам'яних будівель за проектами відомих архітекторів, у яких розміщуються банки, установи, контори акціонерних товариств. У 60-х роках XIX століття за проектом інженера-фортифікатора Е. І. Тотлебена для захисту міста зі сходу на природній височині (в даний час іменується Батарейною горою) були зведені Східно-Виборзьке укріплення.
Друга половина XIX — початок XX століття відзначені в історії Виборга як час динамічного економічного розвитку. У 1856 році відкрився Сайменський канал, а в 1870 — залізниця Санкт-Петербург — Гельсингфорс. У місті починається газифікація (1860 рік), електрифікація й телефонізація (1882 рік), будується водопровід (1893 рік), а в 1912 році було відкрито трамвайний рух.
Економічний зліт XIX століття значно збільшив населення Виборга, місто стало другим за населенням та економічним розвитком у Великому князівстві Фінляндському. До 1910 року в місті налічувалося 50 тис. жителів, з яких 81% — фіни, 10% — шведи, 6,5% — росіяни, 0,7% — німці, 1,1% — інші. У місті знаходилася велика кількість промислових підприємств, з 1888 року діяв Робітничий союз, що мав окрему секцію для російських робітників.
Близькість до столиці Російської імперії і приналежність до відносно ліберального великого князівства притягували до Виборга політичних супротивників царської влади. 10 липня 1906, після розпуску імператором Миколою II Державної думи першого скликання, 180 її депутатів зібралися у Виборзі і склали звернення «Народу від народних представників», у якому закликали до громадянської непокори царським властям. Це звернення увійшло в історію як «Виборзька відозва».
У 1917 році Виборг активно брав участь у Лютневій революції, у місті була обрана Виборзька Рада солдатських і робітничих депутатів, у якій великий вплив мали більшовики. Незадовго до жовтневих подій у Виборзького робітника Юхо Латуккі переховувався В. І. Ленін.

### Період Фінської держави 1917–1941
З грудня 1917 почалось становлення незалежної Фінляндії. У Виборзі перебував значний російський гарнізон, на базі якого спробували утворити фінську радянську республіку. Внаслідок громадянської війни проросійські сили були розбиті і фінські війська 29 квітня 1918 зайняли Виборг — Viipuri. Місто було важливим промисловим, торговельним, культурним центром незалежної Фінляндії, другим за величиною містом, де 95% населення становили фіни. З середини 1920-х рр. розпочався процес розбудови міста, був розроблений план Великого Виборга (1929). Місто забудовували модерними житловими і громадськими будівлями художнього музею, школи, архіву, бібліотеки, відбувалось закладення 38 значних промислових підприємств. Населення міста сягало до 80 000 осіб.
Внаслідок пакту Молотова — Ріббентропа Фінляндія опинилась у зоні інтересів СРСР, що призвело до зимової війни 1939–1940 рр.. У результаті укладеного мирного договору місто мало опинитись у зоні окупації СРСР (debellatio). Військо і городяни Виборга були вимушені після 14 березня 1940 перебратись на неокуповані терени Фінляндії, а місто 31 березня перейшло до СРСР. У час 2-ї світової війни місто повернулось під юрисдикцію Фінляндії (29 серпня 1941), а городяни повернулись до міста. Фінським саперам вдалось розмінувати більшість радіофугасів «БЕМІ» в житлових, громадських будівлях.

### У СРСР
20 червня 1944 Виборг знову зайняла Червона Армія. Фінське населення знову було виселене, їх замінили переселенці з Росії. Місто було включене до Ленінградської області.

### У складі РФ
У ніч на 19 травня 2024 року, в результаті спецоперації Головного управління розвідки Міноборони України, зазнала атаки Виборзька нафтобаза. Із застосуванням трьох вибухових пристроїв було уражено вертикальні резервуари з паливом нафтобази, який використовується державою-агресором у військових цілях проти України. В результаті операції ГУР їх було знищено.

## Фізико-географічна характеристика

### Географія

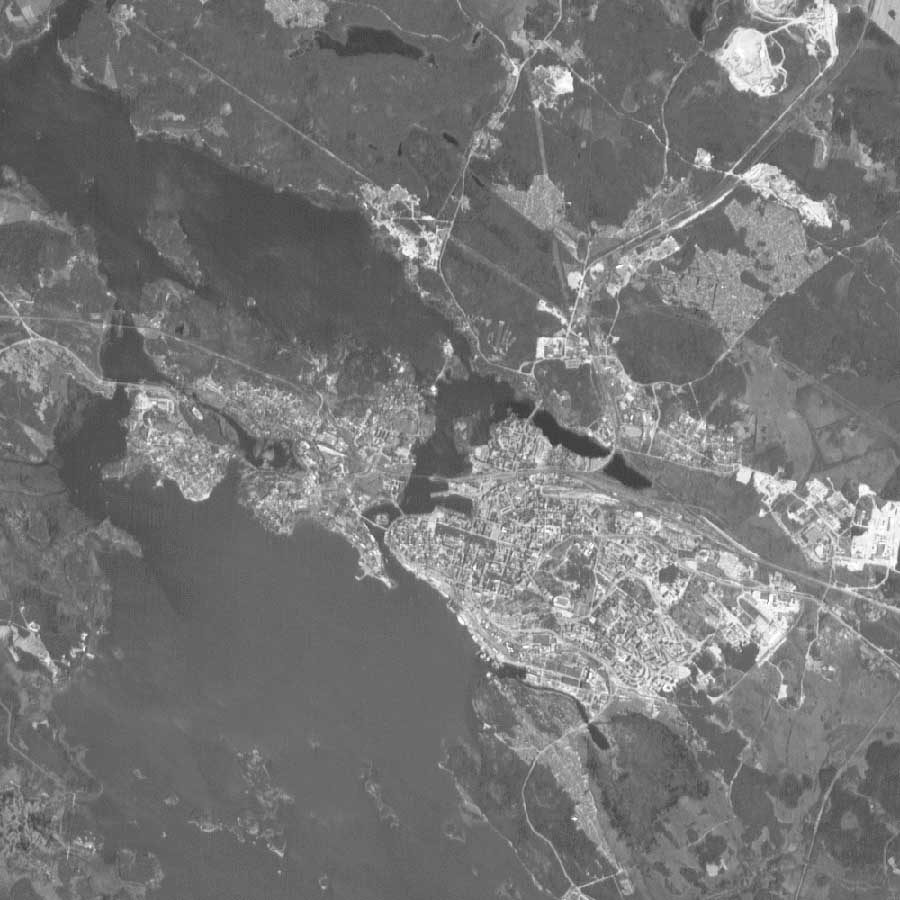
Вид міста з космосу

Виборг розташований на заході Карельського перешийка за 122 км на північний захід від центру Санкт-Петербурга і за 27 км на схід від кордону з Фінляндією. Географічні координати: 60°42′33″ пн. ш. 28°44′39″ сх. д. / 60.70917° пн. ш. 28.74417° сх. д.. Максимальна висота над рівнем моря  — 51 м.
Межує:
- на півночі — з Каменногорським міським поселенням,
- на сході — з Гончарівським сільським поселенням,
- на півдні — з Совєтським міським поселенням,
- на заході — з Селезнівським сільським поселенням.

Територія міста  — 160,847 км² (112,27 км² в межах об'їзної дороги). Протяжність поселення з південного сходу на північний захід  — близько 16 км, з південного заходу на північний схід  — близько 10 км.
З південного заходу місто омивається водами Виборзької затоки, а з півночі  — Захисної бухти. На території МО « Місто Виборг» налічується до 54 поіменованих островів, найбільші з яких  — Твердишев, Гвардійський, Черкасовський, Біличий, і до 36 поіменованих водних об'єктів. Береги бухт і заток порізані шхерами  — невеликими скелястими острівцями і півострівцями.
Виборг, як і вся Ленінградська область, розташовується в Московському часовому поясі (MSK/MSD).

### Рельєф і геологічна будова
Місто розташоване на території Виборзької низовини. Рельєф пересічений, середня висота над рівнем моря підвищується на північ, найвища точка (51 м) розташована в Скандинавському мікрорайоні. У центральній частині міста найвище місце  — Батарейна гора (33 м).

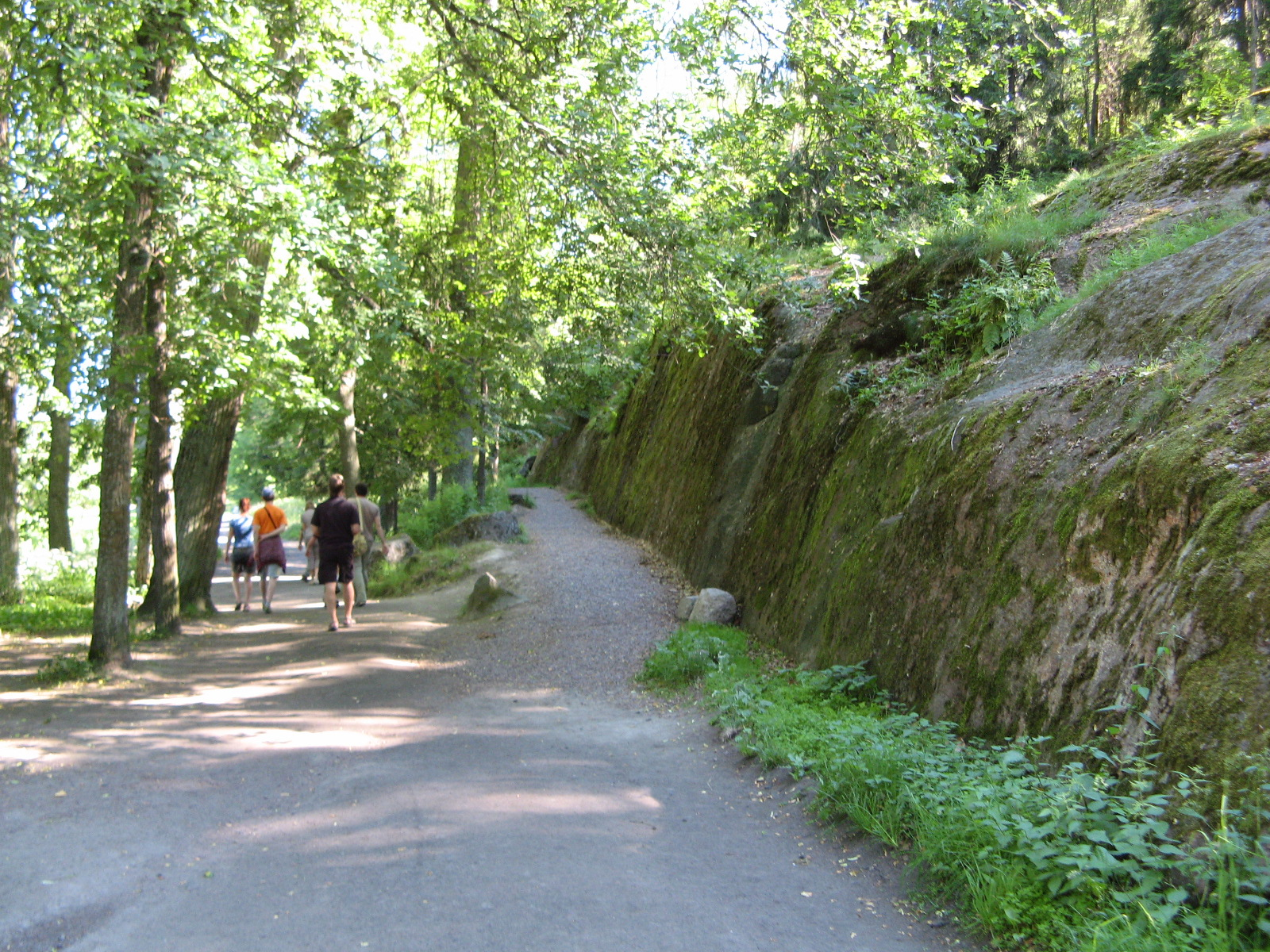
Скельні виступи в парку Монрепо

Виборг знаходиться в межах Балтійського щита, де близько до поверхні виходять кристалічні породи ранньопротерозойського періоду, переважно — рапаківі. Тому морени тут мають менш різкі обриси. на вершинах корінні породи оголені, а на нижніх, більш пологих схилах прикриті піщаною і супіщаною мореною з гравієм, щебенем і валунами. Вони покриті озерними і озерно-алювіальними відкладеннями четвертинного періоду. Характерними льодовиковими формами рельєфу є «баранячі лоби». Берег Фінської затоки шхерного типу, сильно порізаний, з безліччю скелястих островів і проток між ними. Уздовж берега протягнулися піщані тераси висотою 2 — 5 метрів, обмежені високими уступами.
Поблизу міста є родовища облицювального каменю.

### Клімат
Клімат міста морський з переходом до континентального. Зима помірно м'яка, літо помірно тепле, що для такої географічної широти пояснюється впливом Гольфстріму. При цьому максимальна температура, колись зареєстрована у Виборзі, становить +34,6 В°C, а мінімальна −38 В°C.
В цілому клімат Виборга холодніший, ніж клімат розташованого на нижчій широті Санкт-Петербурга, а найхолодніший місяць   — лютий. Середньорічна температура +4,8 В°C (для Петербурга +5,8 В°C).
Опадів у Виборзі випадає трохи більше, ніж у Петербурзі. більше опадів випадає влітку, восени і взимку, істотно менше — навесні. Річна кількість опадів 677 мм, у зимовий період випадають переважно у вигляді снігу. Середньорічна відносна вологість повітря  — 80%. Переважають південно-західні вітри. Середньорічна швидкість вітру — 3,4 м/с.
Навесні і влітку спостерігається явище білих ночей, при максимальній довготі дня 19 ч. 10 хв., а мінімальної  — 5 ч. 38 хв. Число годин сонячного сяйва  — 1530 на рік. В середньому, на рік припадає лише 26 ясних днів, а середня денна інсоляція на горизонтальній поверхні становить 2,79 кВт/м².

### Ґрунти, рослинність і тваринний світ
Ґрунти на території міста, переважно, підзолисті, бідні перегноєм і відрізняються значною кислотністю. Основними ґрунтоутворюючими породами є піски та супіски, підстилаються суглинками і глинами. Велико кількість каменів  — більше 500 м³/га. Середньорічна температура землі 3,8 В°C. Сільськогосподарське використання ґрунтів вимагає штучного поліпшення.
У місті є велика кількість озеленених територій. Загальна площа міських парків і скверів становить більше 432 тис. м². В центрі міста виростають, переважно, листяні породи дерев, а на околицях збереглися корінні ялинові та соснові ліси.
Крім звичайної міської фауни  — горобців, голубів, ворон, мартинів, качок, що мешкають в міських водоймах, на лісистих околицях Виборга можна зустріти тварин і птахів, звичайних для лісів Карельського перешийка: зайців, білок, лосів, кабанів, лисиць, рисей, ондатр, видр, норок. У виборзькі лісах можна зустріти одного з найбільш незвичайних представників фауни  — росомаху. Особливістю тваринного світу Карельського перешийка є наявність канадських бобрів. В акваторіях міста зустрічаються види риб, характерні в цілому для цієї частини Фінської затоки: щука, окунь, судак, лящ, плотва, червоноперка та інші.

### Екологія
У місті спостерігається підвищений рівень забруднення атмосферного повітря, відзначалися перевищення ГДК в 4 рази. Основними джерелами забруднення атмосферного повітря є енергетичні комплекси і автотранспорт.
Високий рівень забруднення ґрунтів, у зоні промислових підприємств він наближається до надзвичайно небезпечного. Високий вміст важких металів, особливо свинцю і цинку.
Місто розташоване на території з підвищеною концентрацією радону. В підвалах деяких будинків радіаційний фон перевищує ГДК.

## Населення
Після присвоєння в 1403 році статусу міста Виборг розвивається як великий торговий центр. У місті збільшується число багатих переселенців з Любека, Гамбурга, Бремена й інших ганзейських міст. Під впливом цього факту з XVI століття а в побуті городян стали переважати німецькі звичаї, які зберігалися до середини XIX століття, хоча німці не були найчисленнішою нацією міста. Наприклад, в 1812 році у Виборзі проживало 2893 людини, німців було 362, в основному купців, шведів — 412, росіян — 846, фінів — 1273. З часів взяття Виборга російськими військами значну частину населення міста становив військовий гарнізон (більше 8% в 1870 році). До кінця XIX століття переважна більшість міського населення становили фіни, проте в місті спостерігалася найбільша концентрація росіян в дореволюційній Фінляндії.
У 1939 році Виборг був другим за населенням містом у Фінляндії (74,4 тис. жителів). Під час радянсько-фінської війни у 1939–1940 роках населення міста в повному складі евакуювався в центральні райони Фінляндії, східна частина фінської Карелії разом з Виборгом перейшла до СРСР, і була заселена переселенцями з РРФСР, та УРСР. У 1941 році, у ході наступу фінської армії, Виборг знову опинився під юрисдикцією Фінляндії, а радянські переселенці були евакуйовані в Ленінград. У Виборг повертається частина евакуйованих фінських жителів, проте їх плани по відновленню міста в складі Фінляндії так і залишаються нездійсненими. В 1944 у, після наступальної операції на Карельському перешийку, Виборг знову зайняли радянські війська, і почалося його нове заселення.
Чисельність населення на 1 січня 2011 року становить 80 126 осіб. За 2010 рік населення збільшилося на 1926 осіб.
Демографічна ситуація характеризується природним спадом населення. У 2010 році народилося 818 осіб, а померло — 1182. Однак у той же час має місце міграційний приріст: прибуло до міста 1340 осіб, покинули місто 611 осіб
..
Економічно активне населення становить 42 600 осіб. Рівень безробіття становить 0,45%. Має місце перевищення числа вакансій над числом безробітних.
Вікова структура населення (2008):
- діти до 18 років — 17,4%;
- економічно активне населення — 54,4%;
- непрацююче населення — 1,2%;
- пенсіонери — 27,0%.

Гендерний склад населення (2002):
- чоловіки — 46,1%;
- жінки — 53,9%.

| Перепис | Перепис | росіяни | українці | білоруси | татари | азербайджанці | євреї | чуваши | інші | Всього |
| ------- | ------- | ------- | -------- | -------- | ------ | ------------- | ----- | ------ | ---- | ------ |
| 1959    | число   | 47 063  | 1602     | 943      | 165    | …             | 587   | …      | 728  | 51 088 |
| 1959    | %       | 92,1    | 3,1      | 1,8      | 0,3    | …             | 1,1   | …      | 1,4  | 100    |
|         |         |         |          |          |        |               |       |        |      |        |
| 1989    | число   | 73 607  | 2883     | 1664     | 378    | 128           | 304   | 139    | 1671 | 80 774 |
| 1989    | %       | 91,1    | 3,6      | 2,1      | 0,5    | 0,2           | 0,4   | 0,2    | 2,1  | 100    |
|         |         |         |          |          |        |               |       |        |      |        |
| 2002    | число   | 71 476  | 1879     | 1055     | 408    | 155           | 125   | 101    | 4025 | 79 224 |
| 2002    | %       | 90,2    | 2,4      | 1,3      | 0,5    | 0,2           | 0,2   | 0,1    | 5,1  | 100    |

## Назва
Відомості про заснування Виборгу Гостомислом, наведені В. Н. Татищевом в переказі Йоахимівского літопису, кажуть, що першою назвою міста було слов'янське ім'я «Вибор», проте ці відомості не визнаються істориками і можуть бути сприйняті лише як легенда.
Дійсна історія Виборга починається з карельського поселення на Замковому острові, але його назву не було зафіксовано історичними джерелами. Першою назвою, під якою місто згадується у літописах, була скандинавська назва Виборг (сканд. Wiborg); так шведські лицарі назвали новий замок, заснований в 1293 році на місці зруйнованого карельського острожку. Поселення розрослося і не змінювало назву аж до 1917 року, коли Виборзька губернія в складі Великого князівства Фінляндського відокремилася від Росії, тоді офіційною стала фінізована форма імені міста — Viipuri.
У 1940 році з переходом міста до складу СРСР офіційною формою назви знову стало російське — Виборг. Однак головна міська газета цього часу іменувалася «Вііпурскій більшовик», у її публікаціях місто іменувався Вііпурі, а район — Вііпурським. А з 1941 по 1944 роки місто знову перебуває під юрисдикцією Фінляндії і, відповідно, носить фінську форму назви — Viipuri. У 1944 році Виборг знову, тепер остаточно переходить до СРСР, проте жодних указів з перейменування, як і раніше, не видається. Таким чином, в 1940-х роках одне і те же місто мало дві форми назви — одні джерела іменували його Виборг, інші — Вііпурі (Війпурі).
У 1948 році, під час тотального перейменування населених пунктів на Карельському перешийку, офіційно затверджується російська форма назви міста. Варто зазначити, що Виборг за всю свою дійсну історію не перейменовувався, а лише змінював мовну форму імені.
З яких причин наприкінці XIII століття для замку було вибране саме цю назву, і що воно означало, шведські хроніки мовчать. Різні варіанти написання слова Виборґ шведською та німецькою мовами: Viborg, Vikborg, Vidborg, Viehborg — можуть перекладатися як «свята фортеця», «фортеця біля затоки», «місце у фортеці» і «фортеця в краю, де розводять худобу». Однак через першу згадку назви Виборг у листі шведського короля Біргера Магнуссона Рату (міській раді) Любека (1295 рік), де йдеться про зведення замку «в ім'я Всевишнього і пресвятої Діви», значення «свята фортеця» представляється найочевиднішим. Ця версія, досить тривіально трактує назву міста, знаходить підтвердження в тому факті, що в межах розселення скандинавів назва «Віборґ» зустрічається досить часто, наприклад, це ім'я досі носить місто в Данії, а також ряд сіл в Швеції.

## Символіка

Сучасний герб Виборга

З отриманням прав міста в 1403 році, Виборг отримав і першу міську печатку. На ній зображалася літера W під трьома коронами (промовистий герб). На печатці 1448 року літера і корони вже рознесені в різні частини щита.
Після заняття російськими військами в 1710 році Виборгу спробували нав'язати новий герб у вигляді слона, що йде вправо (вліво від глядача). Однак спроби не увінчалися успіхом, і в підсумку місту був залишений старий шведський герб.
Офіційний герб Виборга затверджений Катериною II 4 жовтня 1788 року: "Щит розділений на дві частини: у верхній в червоному полі три золоті корони, у нижній в блакитному полі золота літера W; над щитом два янгола ".
У 1812 році герб Виборга було вирішено зробити гербом Виборзької губернії. У зв'язку з цим був розроблений новий міський герб. 2 жовтня 1817 року імператором був затверджений такий герб для Виборга: в блакитному полі двобаштова Виборзька фортеця, на її правій більшої вежі флагшток і прапор, над фортецею золота літера W. Над щитом кам'яна корона.

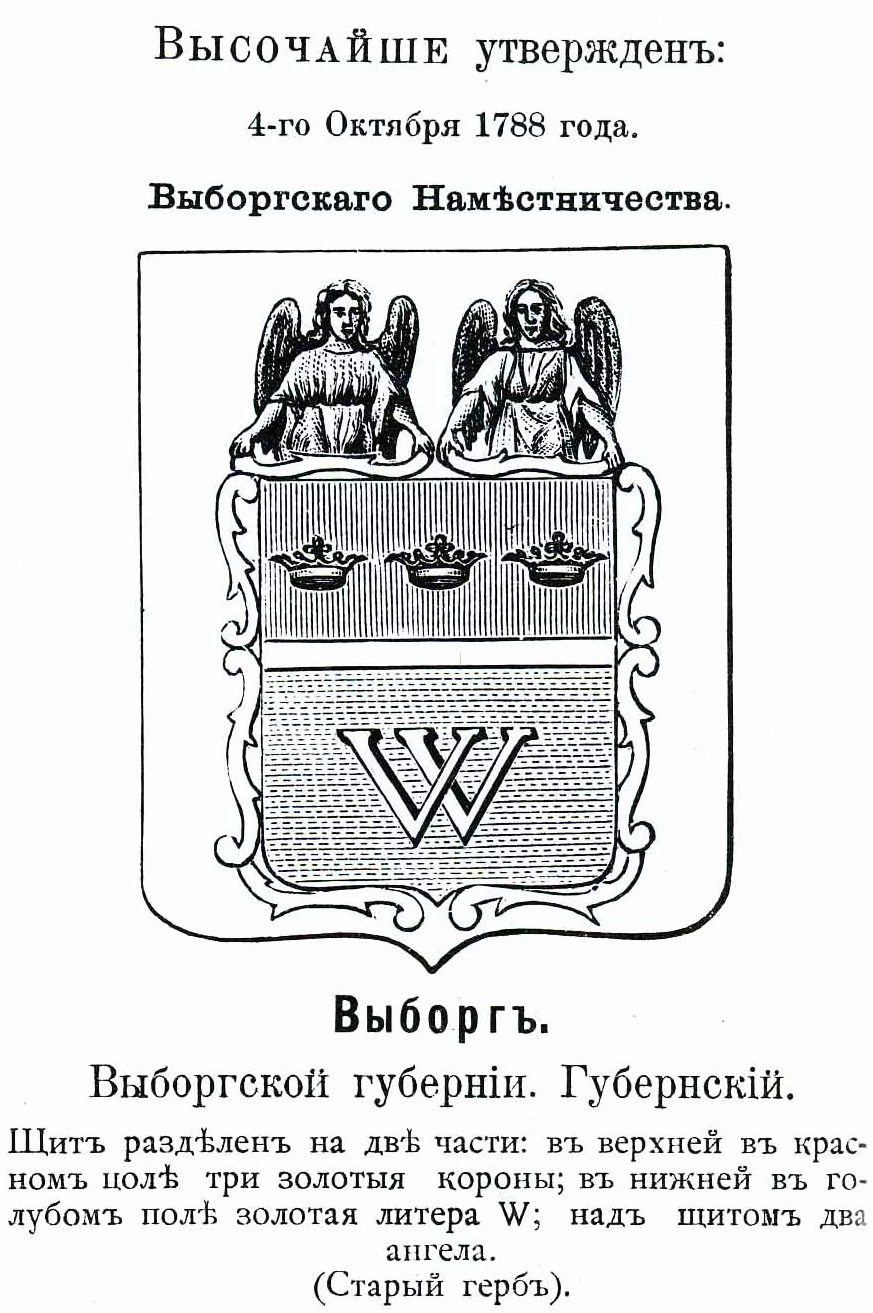
Герб 1788 з описом

За радянських часів був складений проект герба Виборга. У центрі композиції портовий кран. Випускалися значки з таким гербом, але офіційно він не затверджувався.
Рішеннями міської влади від 28 листопада 1994 року та 28 березня 2006 року був відновлений історичний герб Виборга.
Місто також має прапор, який являє собою прямокутне полотнище із співвідношенням сторін 2:3, яке дублює зображення герба.
Затверджено 28 березня 2006 року, одночасно з гербом міста.
Нерідко в різних сферах використовують і неофіційні символи міста. Найчастіше це різні зображення Виборзького замку, особливо вежі Святого Олафа. Часто як символу міста використовують літеру W, на відміну від герба, без інших деталей. Такий «символ» в кінці 2006 року був встановлений на площі перед залізничним вокзалом.
Також до неофіційних символів можна віднести драккари, що використовувалися при зйомках фільму С. Ростоцького «І на камінні ростуть дерева» (у 2009 році були замінені на сучасні копії), скульптуру «Лось», Круглу та Годинну вежі.

## Економіка
Заснований в гирлі одного з рукавів Вуоксі, Виборг з самого початку розвивався як торгове поселення. У місті процвітала морська торгівля, через Виборг експортувалася в сусідні країни значна частина товарів Руської держави. Виборзькі промислові підприємства представляли собою, в основному, ремісничі майстерні або дрібні заклади мануфактурного типу. Розвивалося гончарне, столярне, ювелірне та інші ремесла.
Розвиток транспорту в кінці XVIII століття сприяє швидкому розвитку промислових підприємств. У 1930-х роках Виборг з прилеглою територією вважався центром промисловості Фінляндії. У 1938 році в місті діяло 38 промислових підприємств різних галузей.
Під час Другої світової війни підприємствам міста було завдано значної шкоди. Багато з них так і не були відновлені. Після війни відкриваються підприємства зовсім нових галузей: приладобудування, виробництва електроінструментів і дитячих колясок. Значна частина з них припинила свою діяльність з розпадом СРСР. На рубежі XX–XXI століть у Виборзі з'являються нові підприємства, багато з них з іноземними інвестиціями.
В даний час Виборг є великим промисловим центром Ленінградської області. В місті розташовано кілька великих підприємств. Велика роль малого бізнесу, у сфері якого зайнято 47% економічно активного населення.
Економічно активне населення — 42,6 тис. осіб (55% усього населення). Середньомісячна заробітна плата в 2009 році склала 20 431,7 рублів. Найвищою є заробітна плата в сфері виробництва неметалевих мінеральних продуктів (29016 рублів).
На 1 жовтня 2008 року в місті налічується 6240 підприємств малого бізнесу, основними видами його діяльності є торгівля, послуги і операції з нерухомістю та сфера надання транспортних послуг та зв'язку.
У 2007 році підприємствами міста відвантажено товарів власного виробництва, виконано робіт та надано послуг на 19903 млн рублів, що на 21% більше, ніж у 2006 році.

## Галерея

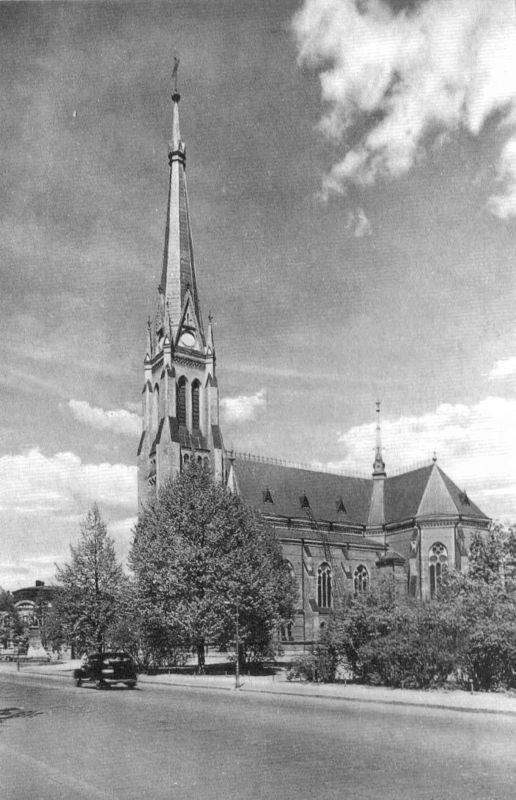
Зруйнований катедральний собор Виборга.
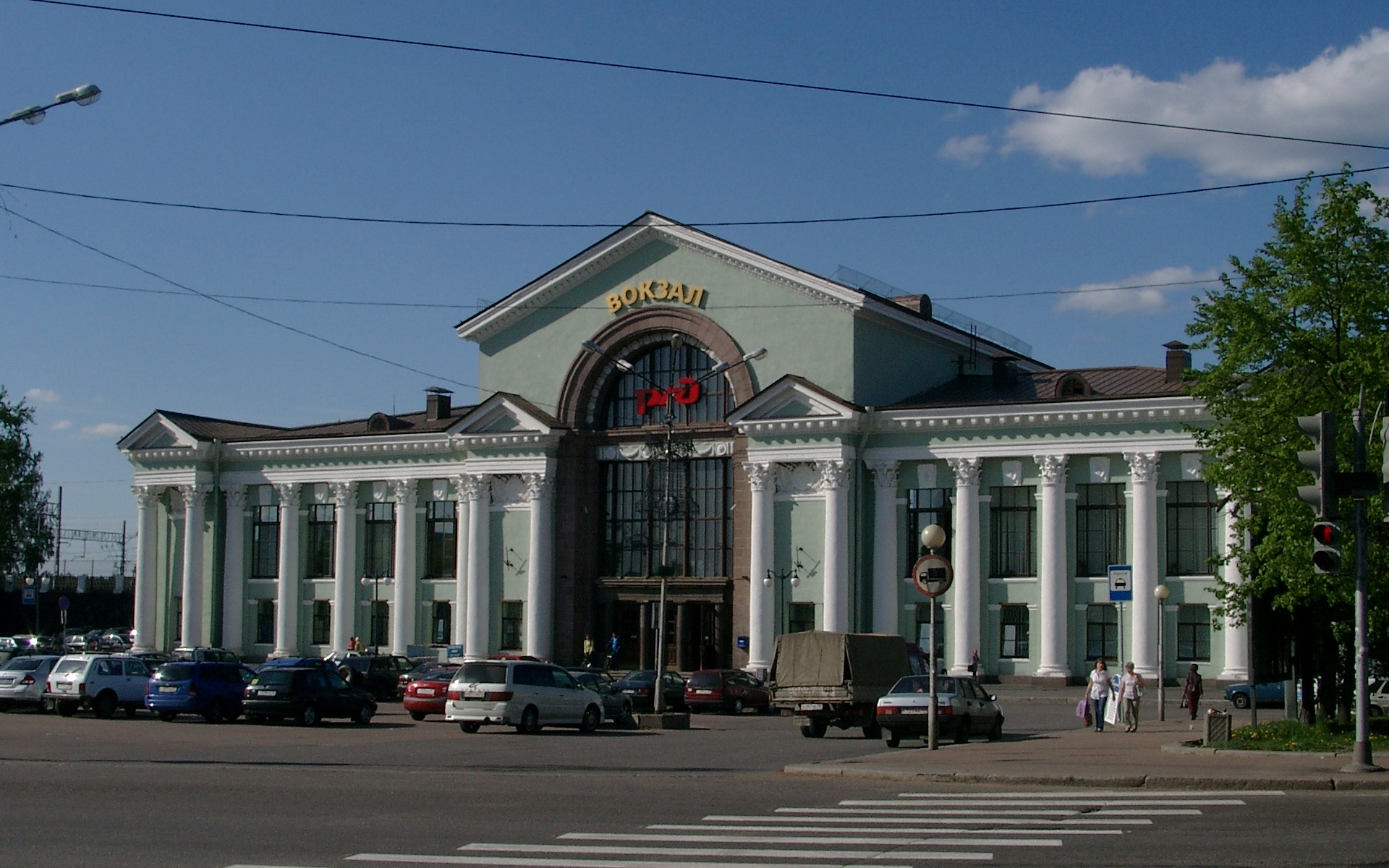
Залізничний вокзал Виборга.
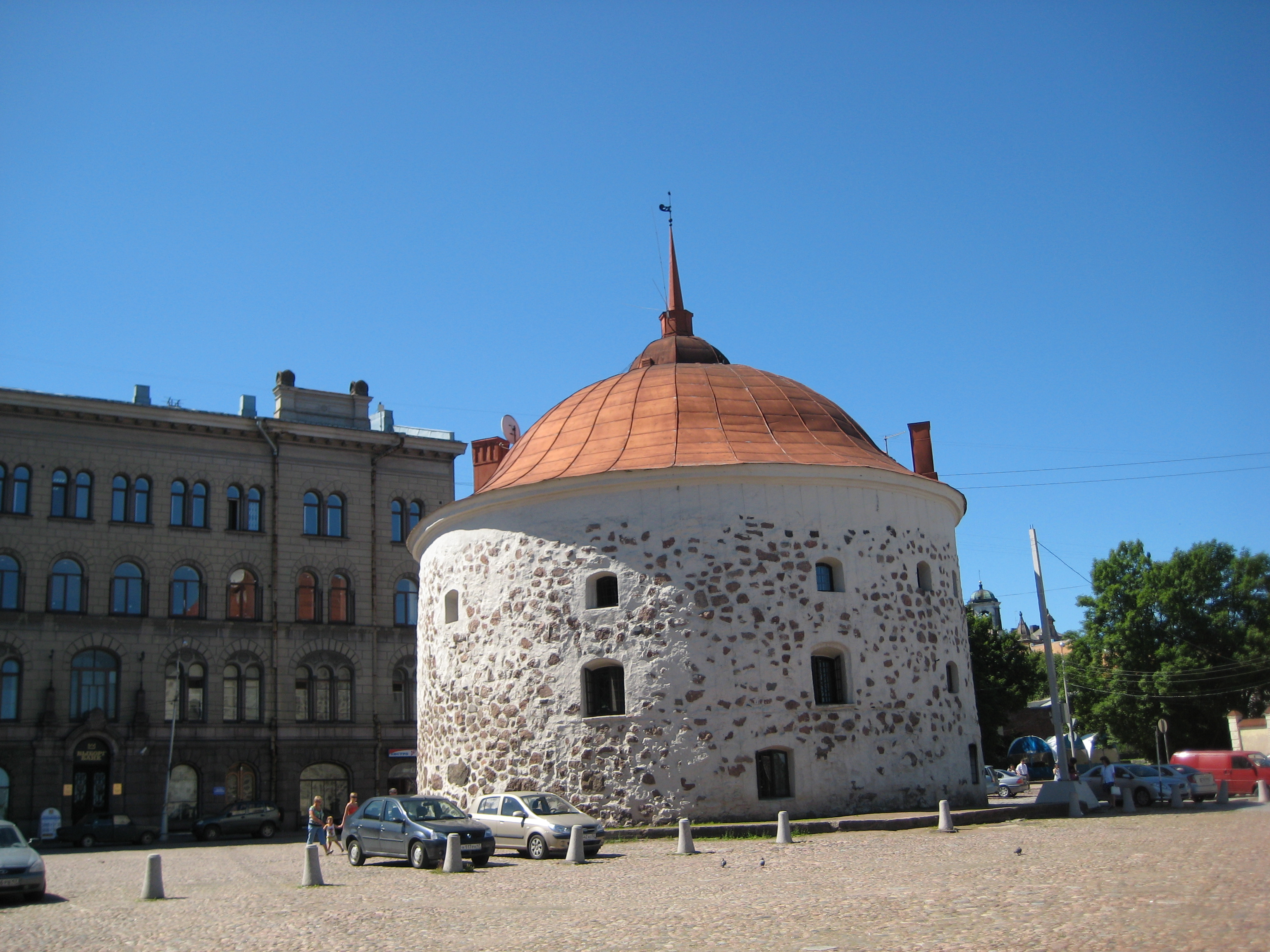
Ринкова площа і Кругла вежа.
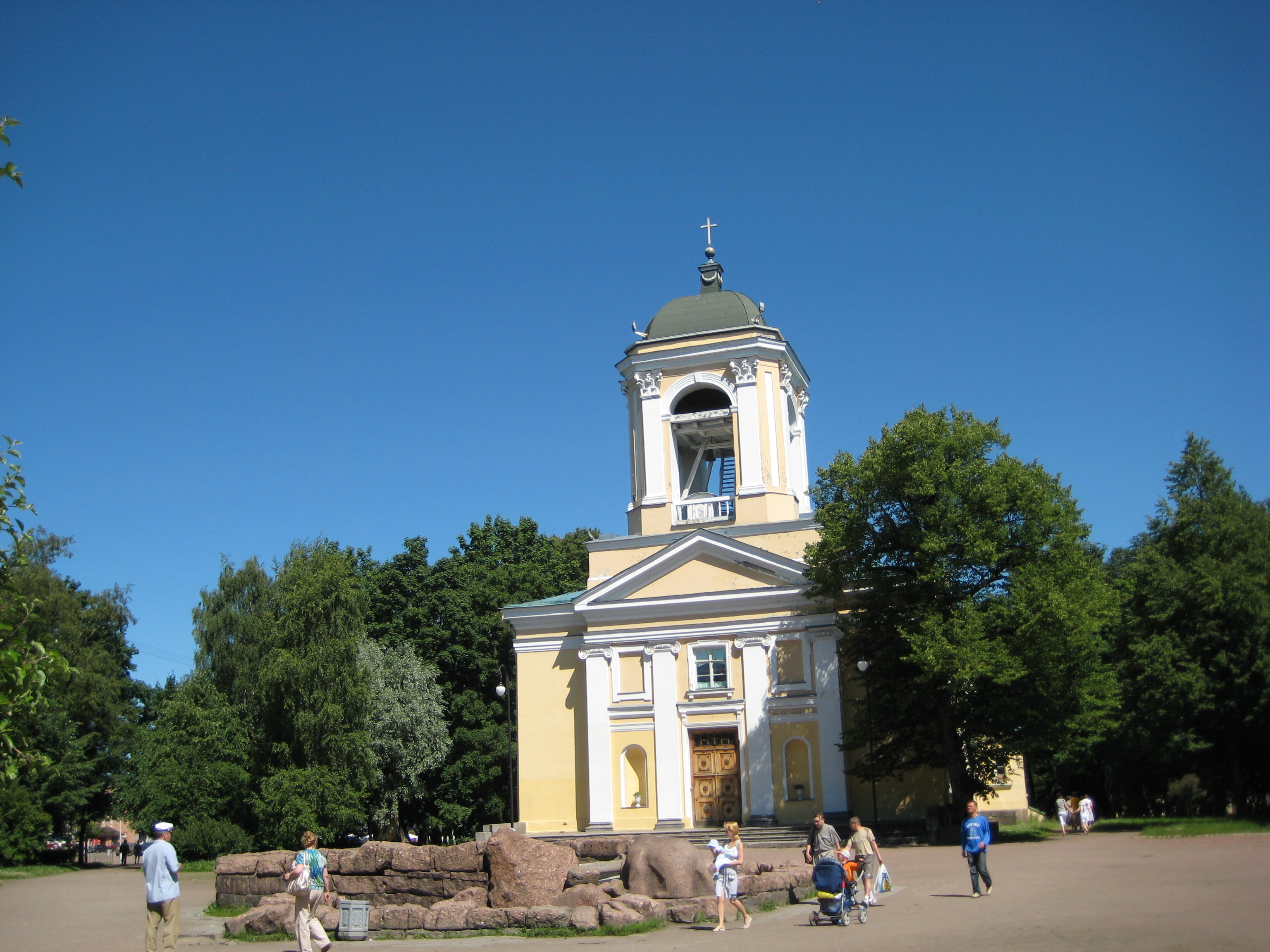
Петропавлівська кірха.
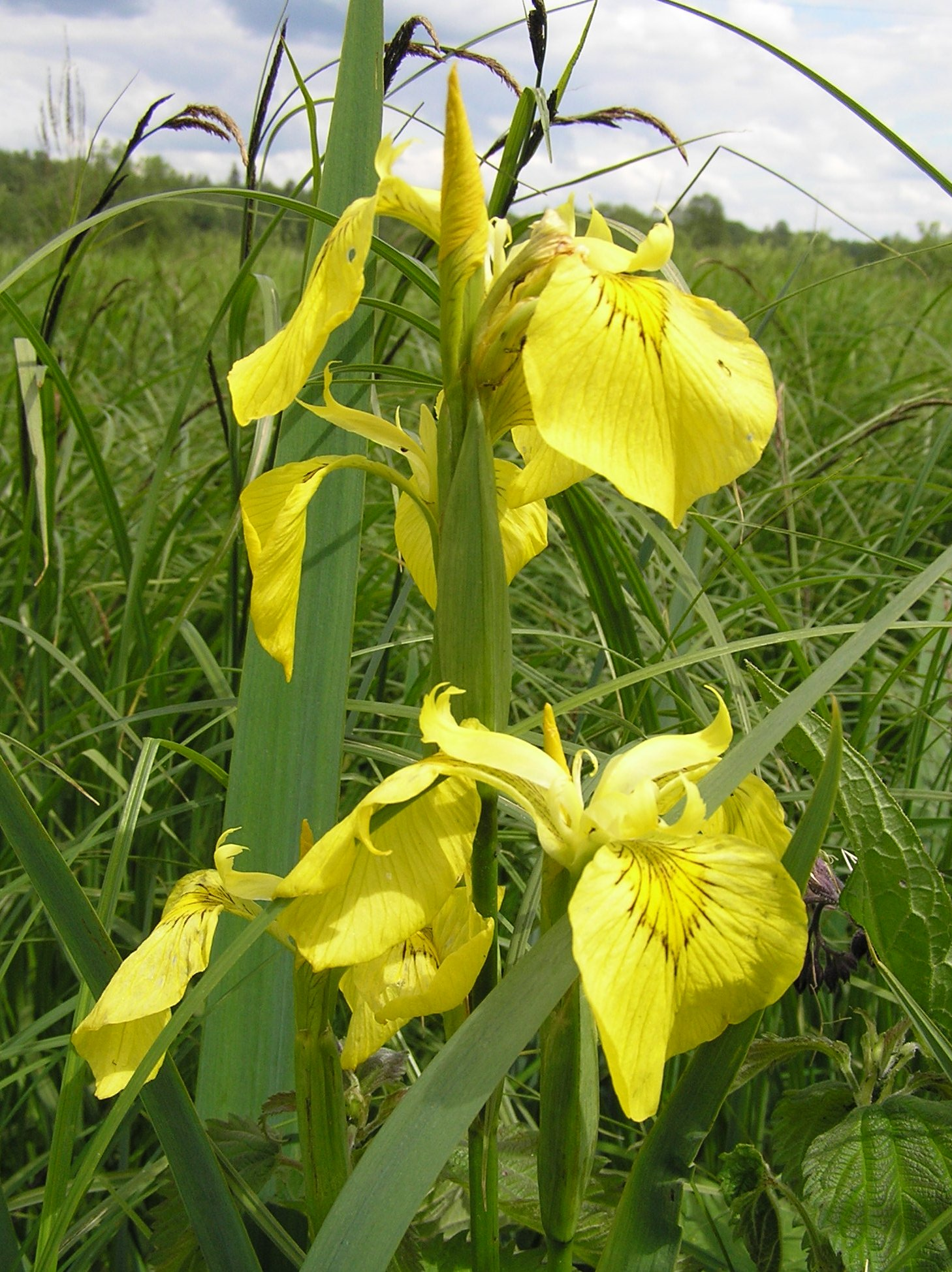
Парк Монрепо, болотяні півники навесні
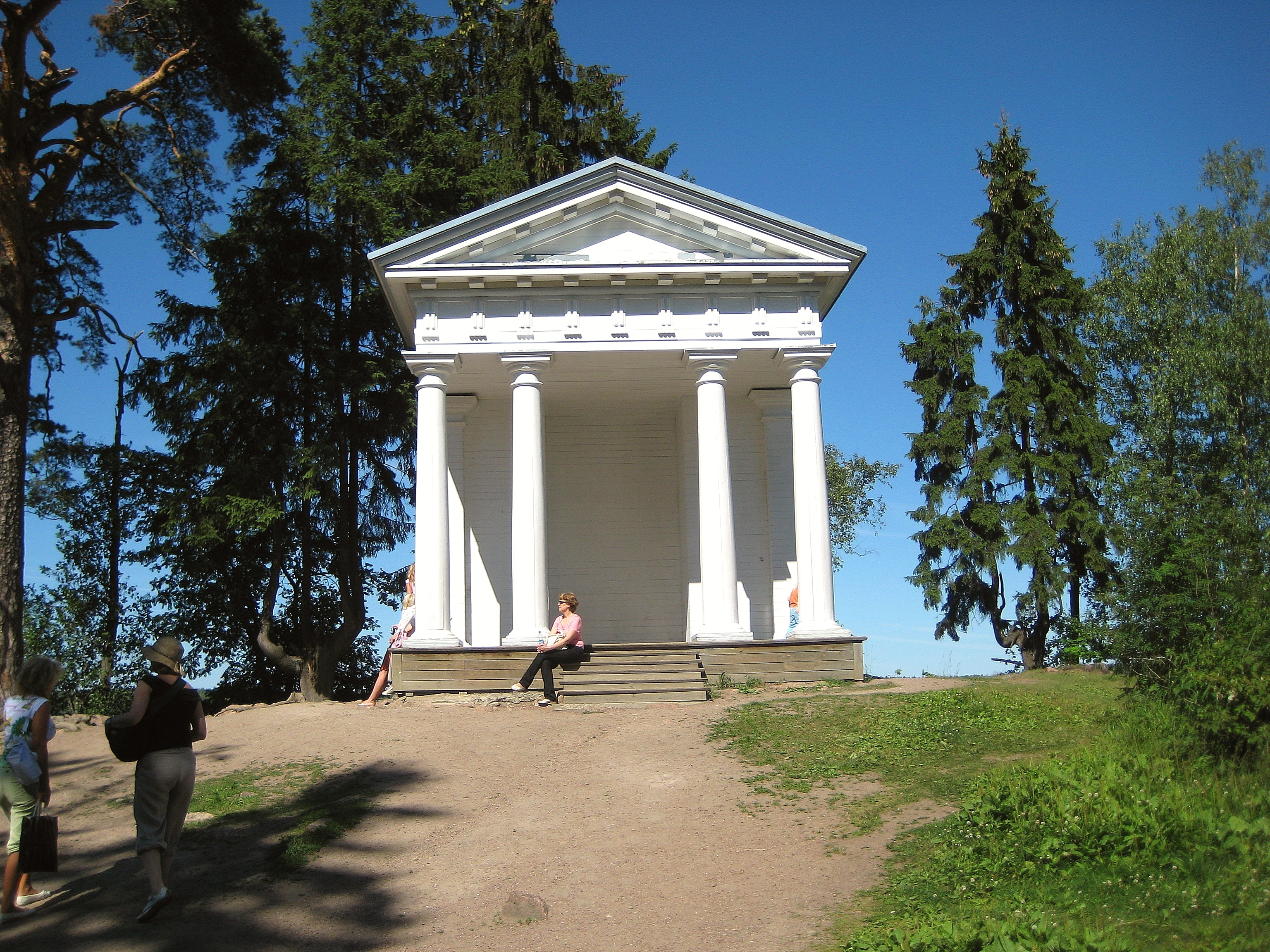
Парк Монрепо, храм-павільйон Нептуна.
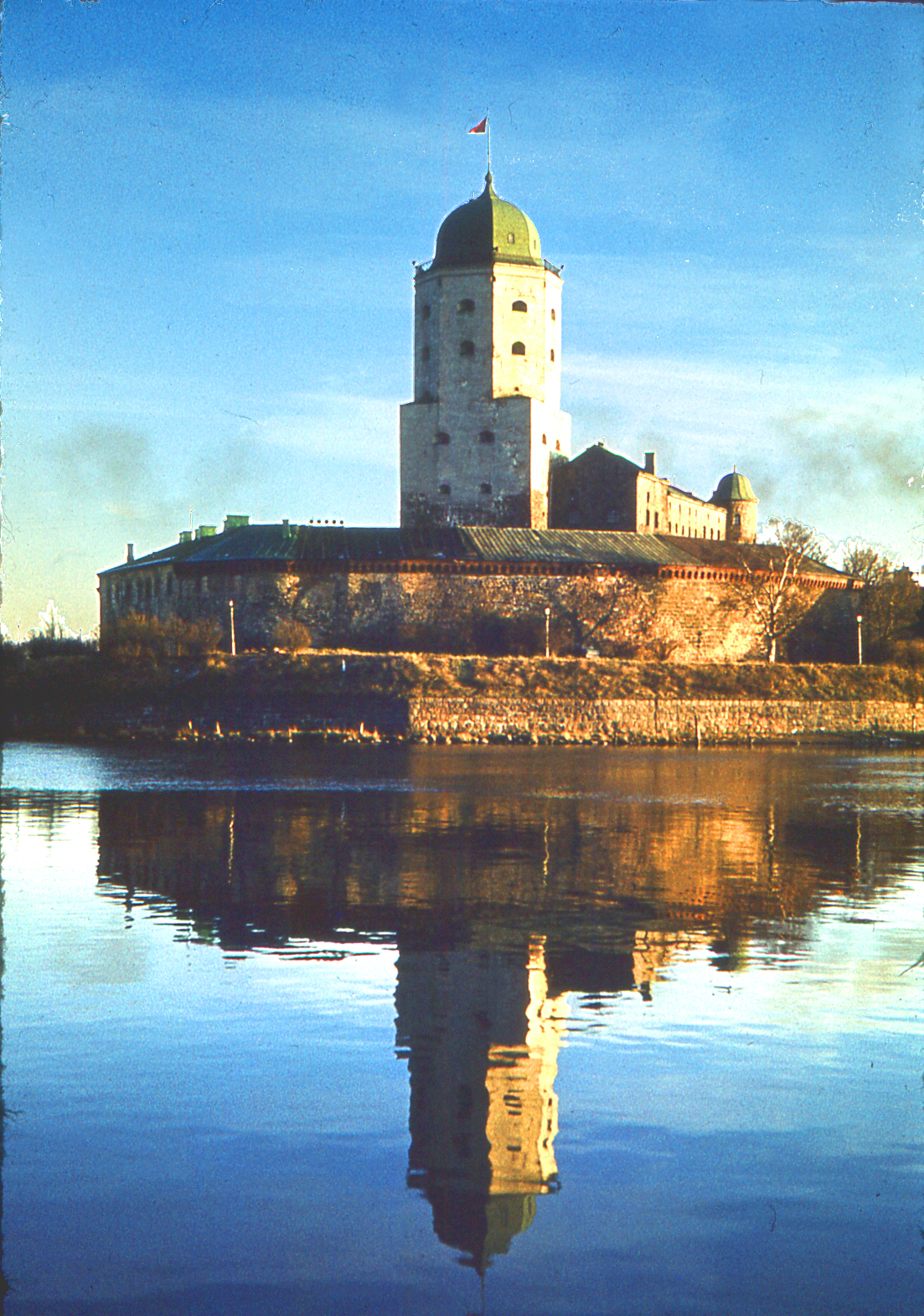
Виборзький замок
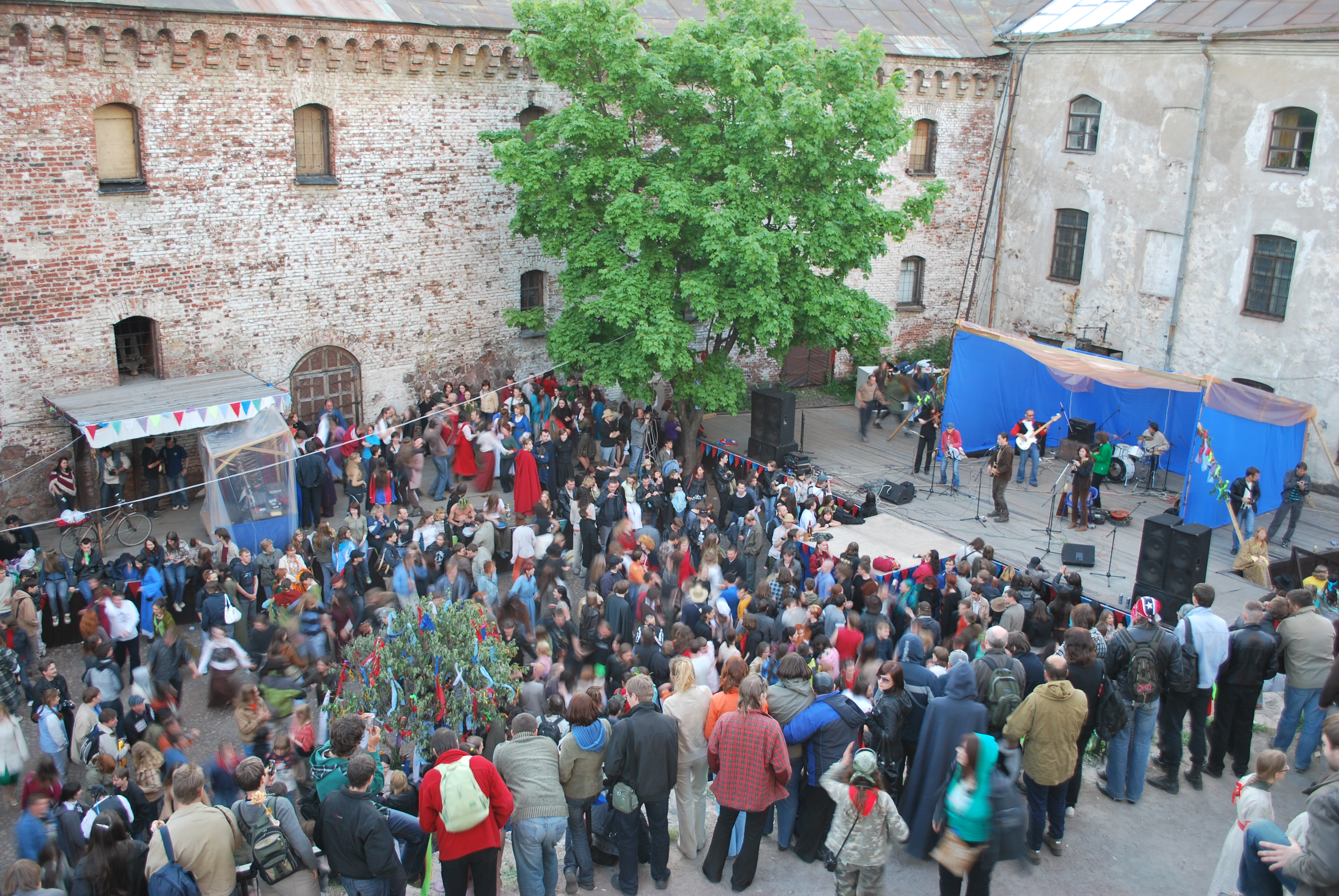
Фестиваль «Майське дерево» на подвір'ї Виборзького замку.
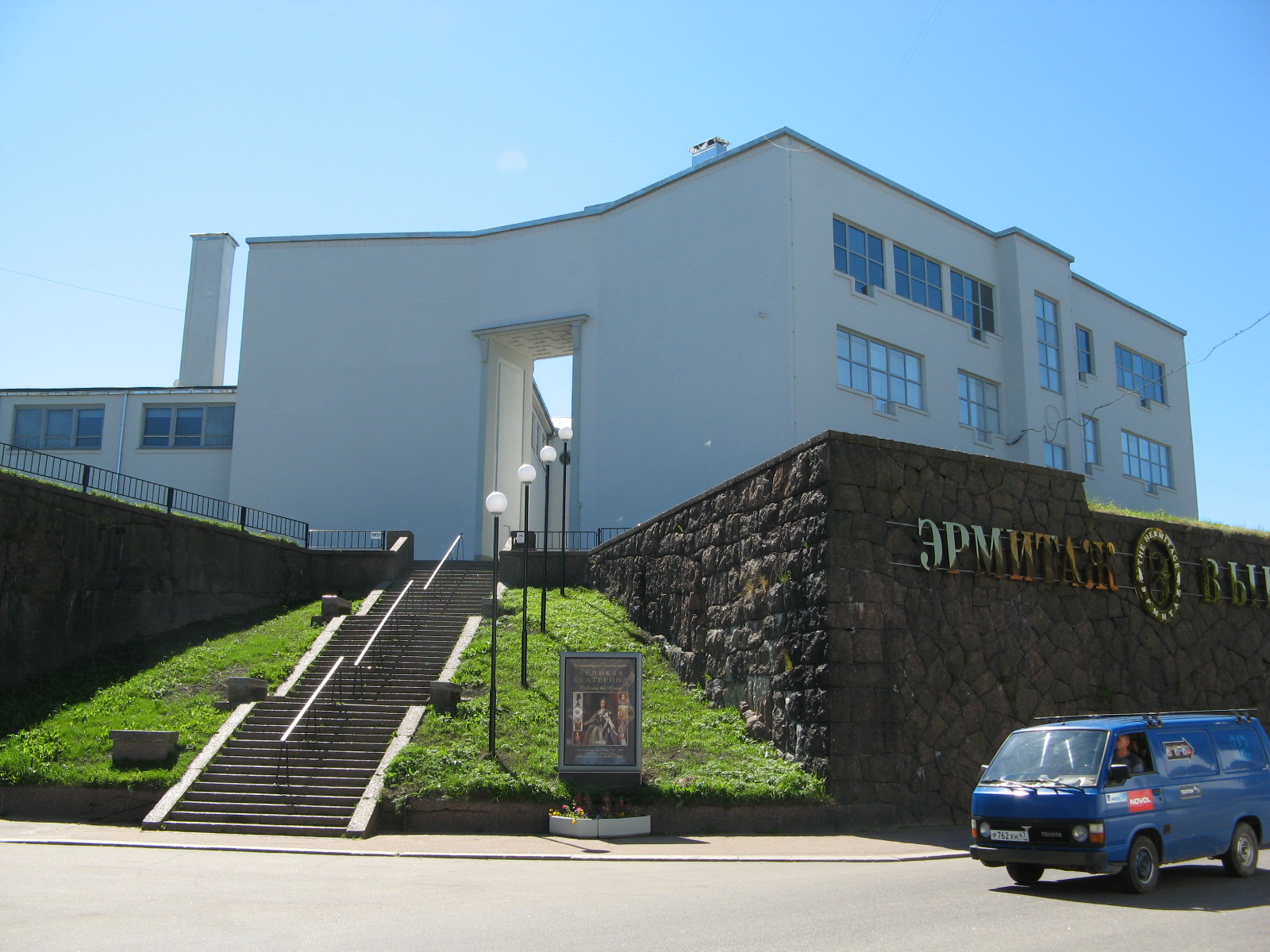
Музейний центр «Ермітаж-Виборг»
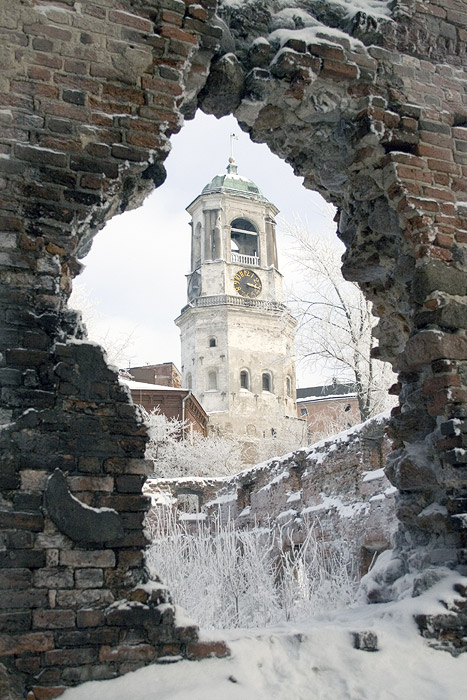
Стара Годинникова вежа колишнього собору

### Промисловість
Основою економіки міста є промисловість, на її частку припадає 35% всієї відвантаженої продукції (майже 7 млрд рублів). Інвестиційні вкладення в промисловість склали 191 млн рублів.
Середня заробітна плата на підприємствах промислового сектора економіки за 2008 рік склала 21234,2 рублів. Найбільш висока заробітна плата у сфері виробництва будівельних матеріалів (в середньому, 32147 рублів).
Найбільшими підприємствами міста є:

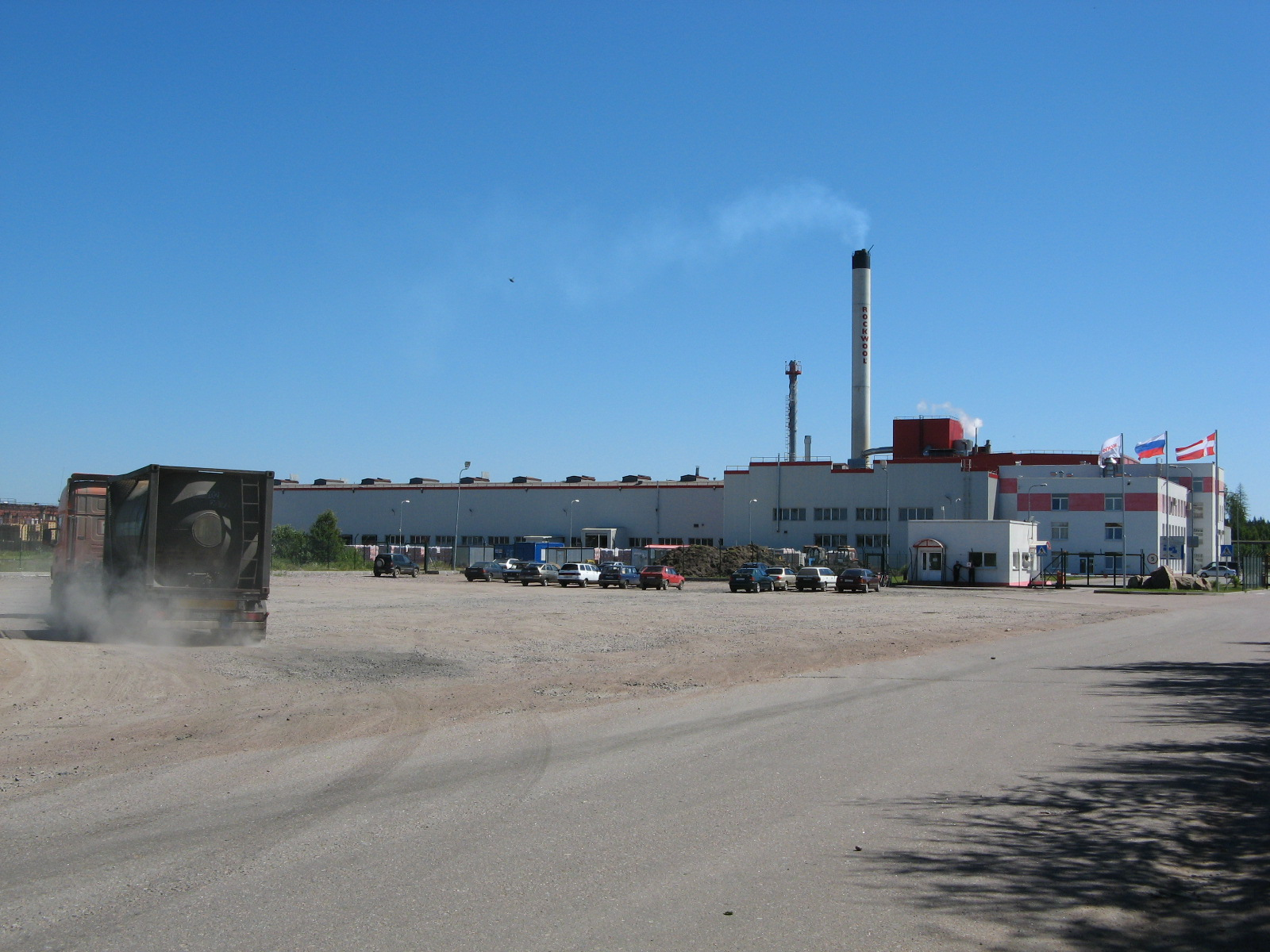
Завод «Роквул-північ» в промзоні Лазарівка

- ВАТ «Виборзький суднобудівний завод» — спеціалізується на будівництві морських платформ для освоєння шельфових запасів, судів малого та середнього тоннажу;
- ТОВ «Порт Виборзький» — спеціалізується, в основному, на накатних вантажах;
- ТОВ «Роквул-північ» — виробництво ізоляційних матеріалів;
- ТОВ «Хелкама Форст Вііпурі» — виробництво холодильників[42];
- ВАТ «Завод Пірс» — виробництво роликів, роликоопор, барабанів для стрічкових конвеєрів[43];
- ВАТ «Заро» — обробка тонколистого металу;
- ЗАТ «Приладобудівник»;
- ЗАТ «траф» — виробництво трансформаторів, дроселів, протизавадних фільтрів, джгутів, кабелів та джерел живлення[44];
- ЗАТ «Фінскор» — виробництво автозапчастин;
- ЗАТ «Виборзький хлібокомбінат»;
- ТОВ «Верес» — вафельна продукція[45];
- ТОВ «Малета» у складі ТОВ «Національний винний термінал»[46];
- ЗАТ «Онега-транс» — м'ясні вироби;
- ТОВ «ТехноНіколь-Виборг» — бітумно-полімерні матеріали;
- ТОВ «Виборзький завод будівельних матеріалів»;
- ВАТ «Виборзький віконний завод» — виробництво металопластикових вікон на базі суднобудівного заводу[47].

### Газопровід «Північний потік»
Газопровід «Північний потік» (Nord Stream) — новий маршрут експорту російського газу в Європу — з'єднає балтійське узбережжя Росії під Виборгом з балтійським берегом Німеччини в районі Грайфсвальда. Протяжність газопроводу складе 1224 км. Забезпечувати транспортування газу по газопроводу «Північний потік» буде компресорна станція «Портова». Вона стане унікальним об'єктом світової газової галузі за сумарною потужності (366 Мвт), робочому тиску (220 атм), відстані транспортування газу (більше 1200 км), а також добовому обсягом осушки газу (170 млн куб. м).
Станом на кінець 2010 року на компресорній станції «Портова» завершується нульовий цикл будівництва, зокрема, спорудження фундаментів. Побудований причал для приймання важких вантажів в Дальньої бухті, встановлено два газоперекачувальні агрегати і вісім з десяти адсорберів, призначених для очищення газу. На 2011 рік планується завершення будівництва першої лінії газопроводу. Тоді ж розпочнеться укладання другої лінії, яка дозволить збільшити потужність газопроводу з 27,5 до 55 млрд кубометрів.

### Туризм

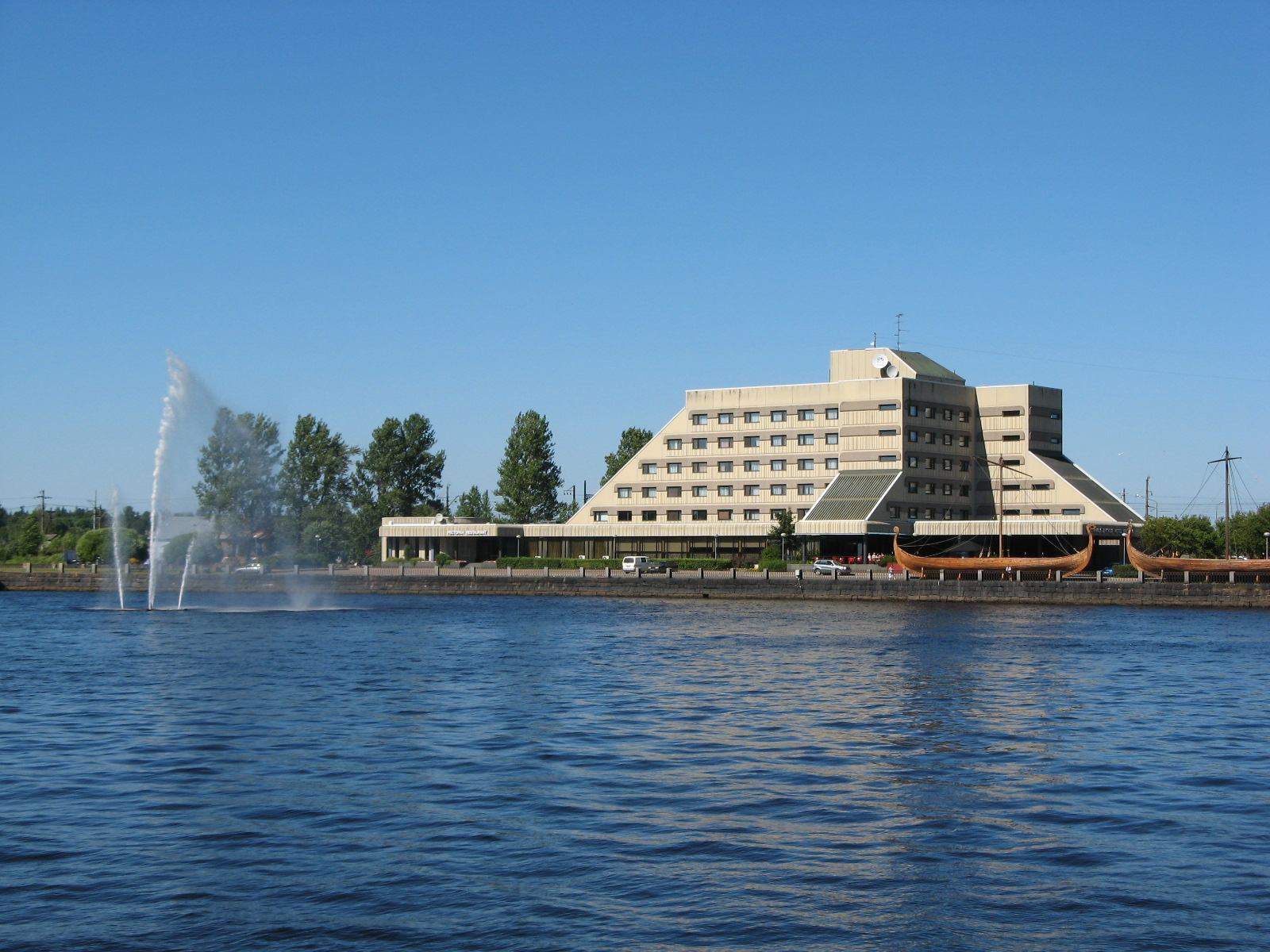
Готель «Дружба», драккари (праворуч)

Істотну роль в економіці міста грає туристичний бізнес, пов'язаний з прийомом гостей з Росії і зарубіжних країн, а також пов'язана з цим економічна активність в сфері обслуговування. Так, у 1998 році Виборзький район відвідало близько 700 тис. туристів. Найбільш відвідуваним туристичним об'єктом традиційно є Виборзький замок (більше 243 тис. відвідувань в 2009 році).
У місті працює 18 підприємств готельного комплексу (15 готелів, 2 гуртожитки і 1 мотель). У 2008 році ними було прийнято понад 70 тис. туристів. Найбільші готелі — «Дружба» і «Виборг». Кількість працюючих в місті турфірм — 21.

### Торгівля та побутові послуги
На 1 січня 2010 року в Виборзі діє:
1299 об'єктів роздрібної торгівлі, у тому числі:
1 гіпермаркет,
1 супермаркет,
8 універсамів,
559 магазинів,
15 АЗС,
33 аптечних пункти;
267 підприємств громадського харчування, у тому числі:
14 ресторанів,
102 кафе,
22 бару,
26 їдалень;

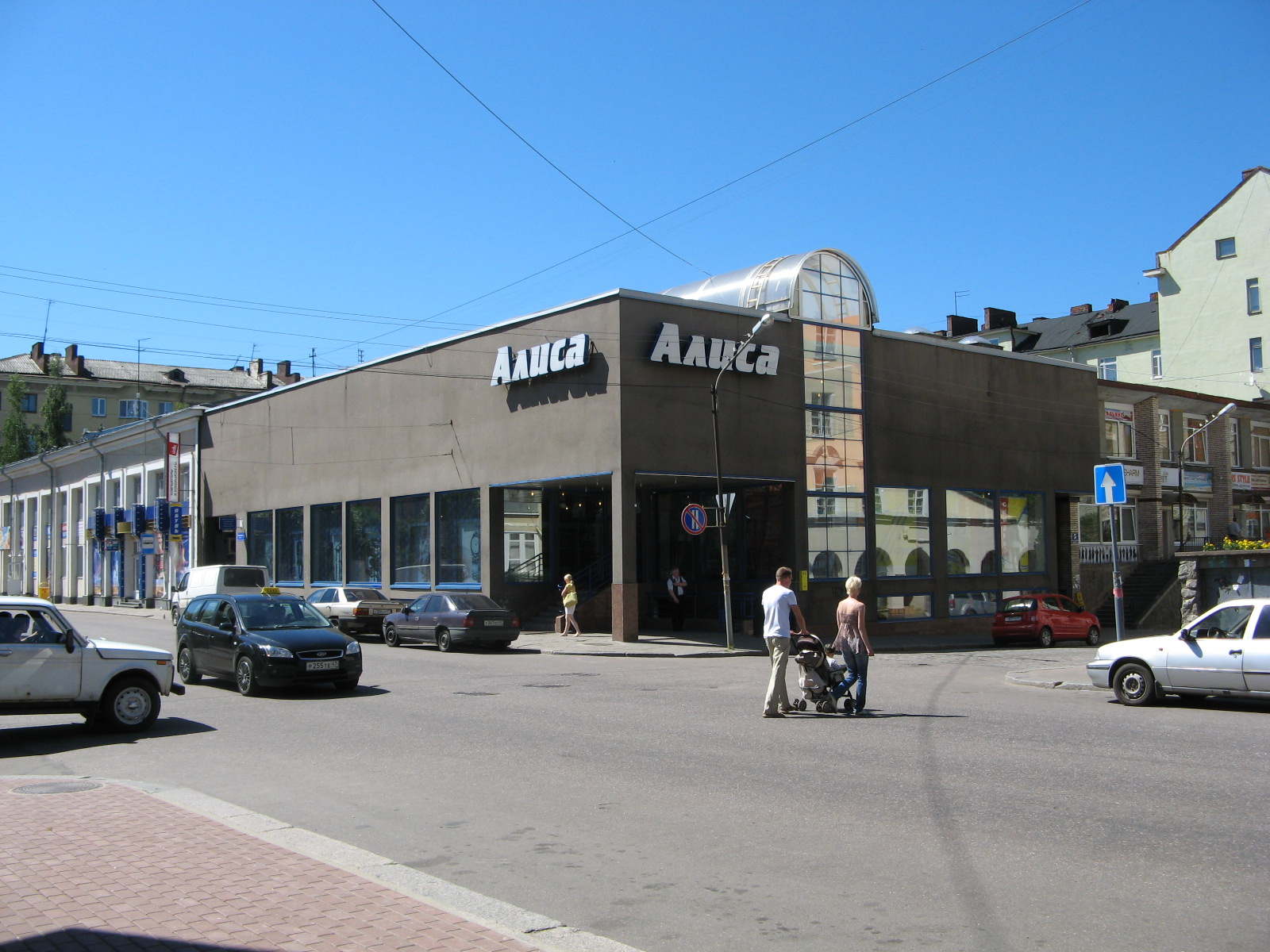
Торговий центр «Аліса»

460 підприємств побутового обслуговування, у тому числі:
124 перукарень,
77 підприємств з ремонту автотранспортних засобів,
36 автостоянок,
2 пралень,
14 бань та саун.
У місті присутні магазини загальноросійських торгових мереж «Карусель», «Пятерочка», «7Я сім'я», «Полушка», «Діксі», «Вімос», «Метрика», «Петрович», «Позітроніка», «Ельдорадо», «Евросеть», «Зв'язковий», «Ультра», «585», «Рів Гош», «Експерт». Багато торгові точки зосереджені в 11 торгових центрах. Діють 2 ринки: «Центральний» і «Південний». Оборот роздрібної торгівлі по колу великих і середніх підприємств в 2007 році склав 2112100000 рублів.

### Будівництво

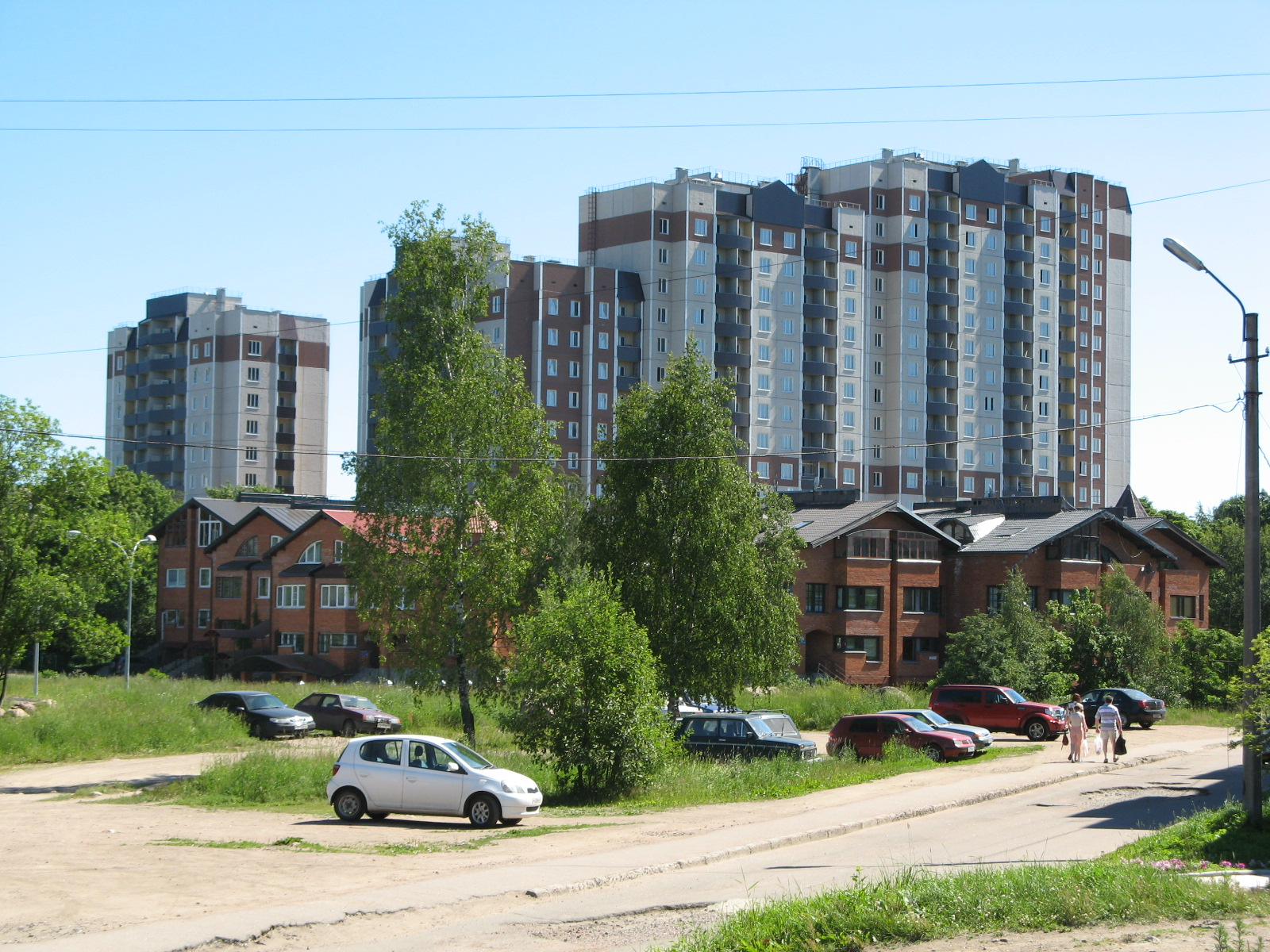
Житловий комплекс «Сайма»

У 2009 році на території міста введено в експлуатацію 3 багатоквартирних житлових будинки та 50 індивідуальних житлових будинків загальною площею 33,5 тис. м². Число введених в експлуатацію квартир — 323.
Тривають роботи з будівництва 6 об'єктів житлового будівництва (66,1 тис. м², 883 квартири). Ведуться проектно-вишукувальні роботи на 8 об'єктах. Виділена ділянка для будівництва нового житлового району на південному сході міста.
Незважаючи на кризу, триває проектування і будівництво нових об'єктів соціальної та комунальної інфраструктури.

### Житлово-комунальне господарство
Головним постачальником тепла та гарячої води для населення і підприємств МО «Місто Виборг» є ВАТ «Виборгтеплоенерго». Система теплопостачання має у своєму складі 20 котелень: 5 газових, 6 мазутних, 6 вугільних, 2 дизельні, 1 електричну. Загальна довжина теплотрас становить 73,52 км. Домінуючим видом палива котелень є природний газ.
Основним джерелом водопостачання міста служить відкритий водозабір з озера Краснохолмского, а також свердловин в Харітоновском і Калінінському мікрорайонах. Фактичне споживання холодної води становить 3600-3800 м³/добу. Протяжність водопровідної мережі становить 166,6 км. Система водовідведення в місті, в основному, общесплавная. Протяжність каналізаційних мереж становить 210,4 км. Каналізаційні очисні споруди Виборга, розташовані на виїзді з міста по Балашовском шосе, працюють за схемою повної біологічної очистки. Надання послуг водоспоживання та водовідведення на території міста забезпечується ВАТ «Виборзький Водоканал».
Основними центрами електропостачання міста є 5 підстанцій: «Виборг-Південна», «Виборг-районна», «Виборг-місто», «Калінінська», «Стапель». Протяжність міських живлять і розподільних мереж становить 354,2 км. Основними підприємствами, що надають послуги електропостачання є філія ВАТ «Лоеск» і «Лененерго» — «Виборзький міські електричні мережі».
Газопостачання міста здійснюється за рахунок надходження природного газу по магістральному газопроводу Лентрансгаз. Протяжність зовнішнього газопроводу на території міста — 130,3 км. Загальний рівень газифікації становить 93%, у тому числі з природним газом — 55%, з скрапленим газом — 38%. Обслуговуючою організацією в області газифікації є філія «Леноблгаз» — «Виборгмежрайгаз».
Станом на 1 січня 2010 року житловий фонд міста становить 993 багатоквартирних будинки, 82,7% з яких управляються ВАТ «Управляюча компанія з ЖКГ» і ТОВ «Ростек-Виборг» — 33 209 житлових приміщень, а також 1067 індивідуальних житлових будинки. Забезпеченість житловою площею в розрахунку на одну людину по місту становить 21 м².
У 2009 році фінансування робіт з благоустрою території міста склало 87 547, 7 тис. руб..

### Зв'язок
Оператором стаціонарного зв'язку є ВАТ «Ростелеком». Код Виборгу +7 81378, міські номери — п'ятизначні. Послуги мобільного зв'язку надають «МТС», «Білайн», «Мегафон» і «Tele2».
У місті діє 9 відділень «Пошти Росії». Поштові індекси Виборгу: 188800-188811.
Підключення до мережі інтернет в місті і в найближчих передмістях здійснюють провайдери ВАТ «Ростелеком», ТОВ «В-Інтернет», ЗАТ «Петерстар», ТОВ «Аріадна-лінк», ТОВ «Успіх», крім того, у Виборзі діє високошвидкісний бездротовий 4G інтернет «Yota».

### Фінансові послуги

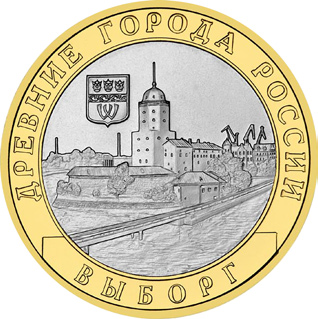
10 руб (2009) — пам'ятна монета з циклу Стародавні міста Росії

Банківський сектор у Виборзі представлений мережею відділень ВАТ «Виборг-Банк», а також відділеннями банків «Ощадбанк Росії», «ВТБ 24», «Балтійський банк», «Банк Москви», «Відродження», «КИТ Финанс», «Інкасбанк», «Рускобанк», «Балтінвестбанк», «Констанс-банк».
Страхова послуга надається компаніями «Росгосстрах», «РЕСО-Гарантія», «РОСНО», «Ренесанс Страхування», «Прогрес-Нева», «Злагода», «Росія» та інші.

### Міський бюджет
У 2009 році доходи бюджету склали 818 630 000 рублів. Найбільшу частку надходжень склали безоплатні надходження (34,76 %), а також доходи від використання муніципального майна (24,36 %) і податки на доходи фізичних осіб (15,49 %).
Витрати бюджету в тому ж році склали 786 670 000 рублів. Найбільше коштів було витрачено на житлово-комунальне господарство (51,5 %), а також на культуру і засоби масової інформації (15,1 %)

## Визначні пам'ятки
- Виборзький замок
- Бібліотека Алвара Аалто

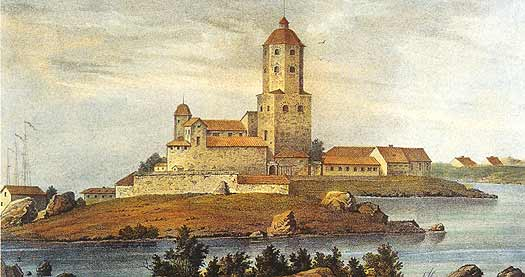
Виборзький замок

- Монрепо, пейзажний парк 18-19 століть
- Аннінські фортечні укріплення

Всього в місті зосереджено більше 300 різних пам'яток: архітектурних, історичних, скульптурних, археологічних, садово-паркового мистецтва.
У місті поховано героя штурма Очакова, взяття Каушан, Акермана та Бендер генерал-поручика В. А. принца Ангальт-Бернбурзького.

## Особи, пов'язані з містом
- Юхан Якоб Аренберг (Johan Jacob Ahrenberg 1847—1914), фінський архітектор і дизайнер.
- Армас Ярнефельт (1869—1958), фінський композитор і диригент.
- Уно Ульберг (1879—1944), головний архітектор міста, уродженець міста Виборг
- Гагенмейстер Володимир Миколайович (1887—1938), український графік, мистецтвознавець та видавець.
- Армас Ліндгрен (1877—1929), фінський архітектор, викладач, художник.
- Гуго Сімберг (1873—1917), фінський художник-символіст.
- Алвар Гуго Аалто (1898—1976), фінський архітектор.
- Кузмін Григорій Григорович (1917—1988) — астроном.
- П. Т. В. П. — російський панк-гурт.

## Міста-побратими
- Фінляндія, Лаппеенранта
- Швеція, Нючепінг
- Норвегія, Буде[41].